# 呂海寰

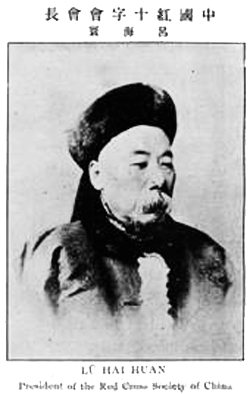

吕海寰（1843年—1927年），字镜宇，山东掖县（今莱州市）西南隅村人。清末政治人物、外交家，曾任工、兵、外务部尚书等要职，是中國紅十字會的创始人之一。

## 生平
吕海寰出身贫寒，寄籍顺天府大兴县，同治六年（1867年）中举，捐兵部学习主事，在兵部任职多年。光绪二十年（1894年），出任江苏常镇通海道，任内处理泰安、江阴两教案有方，以善办外交闻名。1896年接替黄祖络任苏松道道员一职，由刘麒祥接任。光绪二十三年（1897年），被李鸿章荐为出使德国大臣、及出使和国（荷兰）、奧国（奥匈帝国）公使，任内斡旋德国驻华公使克林德被击毙一事。光绪二十七年（1901年）回国后，任工部尚书。三十一年改兵部尚书，次年任新成立的陆军部尚书。光绪三十三年（1907年），负责督办津浦铁路。

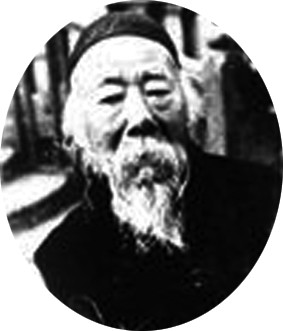

光绪三十年正月二十四日（1904年3月10日），日俄战争爆发，为救治伤兵、难民，沈敦和主持成立了上海万国红十字会，此即中国红十字会前身。于光绪三十三年（1907年），呂海寰任萬國紅十字會會長，改組章程，排除外國董事，董事會全部由中國人擔任，改名“大清红十字会”。
辛亥革命爆发后，又改名中国红十字会。民国成立后，袁世凯大总统任命吕海寰为会长。在吕海寰不懈努力下，中国红十字会在救灾、治伤等方面发挥了重要作用，并于民国八年（1919年）7月8日正式加入各国红十字协会（今红十字会与红新月会国际联合会）。民国九年（1920年）9月，吕海寰因年事已高辞去会长职务，仍任名誉会长，并在天津定居，民国十六年（1927年）1月病逝，次年归葬故里。

## 著作
著作有《奉使金鉴》60卷、补辑40卷及《庚子海外记事》4卷等。

## 延伸阅读
- 泽文. 吕海寰. 北京: 新华出版社. 2007年. ISBN 7501177759

| 官衔          | 官衔                                                                                    | 官衔                    |
| ------------- | --------------------------------------------------------------------------------------- | ----------------------- |
| 前任： 黄祖络 | 苏松道道员 1896年－                                                                     | 繼任： 刘麒祥           |
| 前任： 徐會灃 | 兵部漢尚書 光緒三十一年十二月庚戌－光緒三十二年九月甲寅 （1906年1月6日－1906年11月6日） | 繼任： 兵部改组为陆军部 |